# Mary Mackellar
Mary Mackellar (en gaélico escocés: Màiri NicEalair) (de soltera Cameron; 1 de octubre de 1834 - 7 de septiembre de 1890) fue un destacada poetisa escocesa de los Highlands, traductora del gaélico escocés al inglés y activista por el idioma y la cultura gaélica del siglo XIX.
Mary Mackellar, hija de Allan Cameron, panadero en Fort William, nació el 1 de octubre de 1834. Sus primeros días los pasó con sus abuelos en Corrybeg,en la orilla del norte de Loch Eil; su padre falleció cuando era muy joven y Mary pronto tomó el control de sus negocios aunque por poco tiempo.  Se casó con John Mackellar, capitán y copropietario de un barco de cabotaje, el "Glencoe", con el cual navegó varios años, visitando muchos sitios en Europa, y siendo a menudo naufragado.
Se instaló en Edimburgo en 1876, poco después obtuvo una separación judicial de su marido. Falleció el 7 de septiembre de 1890, fue enterrada en Kilmallie, Argyllshire. Mientras vivía en Edimburgo, entabló amistad con el Profesor John Stuart Blackie y apoyó con mucho entusiasmo su exitosa campaña para el establecimiento de una Silla de Estudios Celtas en la  Universidad de Edimburgo. Dedicó su libro de poemas y canciones a su caraide dìleas agus miedo-tagraidh mo dhùtcha, mo shluaigh agus mo chànain, Profesor Blackie ("amigo fiel y defensor de mi país, mi gente y mi lengua, Profesor Blackie"). Tradujo unos cuantos poemas de Blackie al Gaélico.

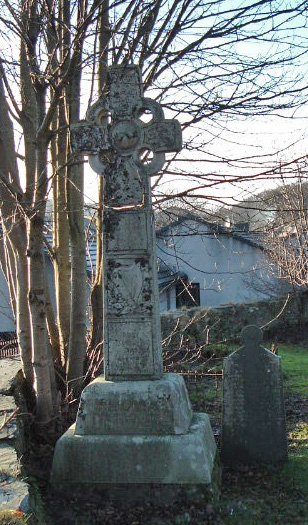
Monumento a Mary MacKellar gravado en piedra en Kilmallie Churchyard.

Durante los últimos diez años de su vida trató de ganarse la vida con su pluma, y en 1885 se le concedieron 60 libras esterlinas del Royal Bounty Fund . Se publicaron sus Poems and Songs, Gaelic and English (Poemas y canciones,Gaélico e Inglés) recopilados principalmente de periódicos y publicaciones periódicas en Edimburgo de 1880. De acuerdo con el Dictionary of National Biography, los poemas gaélicos muestran fuerza y algo de fantasía, pero las piezas inglesas, a través de las cuales hay un trasfondo de tristeza, no tienen valor. También escribió The Tourist's Handbook of Gaelic and English Phrases for the Highlands (El manual del turista de frases en gaélico e inglés para los Highlands) (Edimburgo, 1880), y su traducción de la segunda serie de Leaves from Our Journal in the Highlands (Hojas de nuestro diario en los Highlands) de la reina Victoria la cual ha sido descrita como "una obra maestra del gaélico forzoso e idiomático". A guide to Lochaber ('''Una guía para Lochaber)  documenta tradiciones e incidentes históricos que no se registran en ningún otro lugar. También escribió ficción, serializada en el Oban Times.
Ocupó el cargo de "bardo" de la Sociedad Gaélica de Inverness, en cuyas Transacciones aparece gran parte de su prosa, incluida su última obra. También fue 'bardo' de la Clan Cameron Society. The Highland Monthly, en su esquela, señaló que Lochaber y Clan Cameron "formaron el centro y el alma de su trabajo".
Se construyó un monumento en su memoria en Kilmallie mediante suscripción pública.
Norquay afirma que Mackellar fue una poeta prolífica y muy viajada, prominente en su época, pero cuyo trabajo fue demasiado sentimental y alfabetizado, motivo por el cual no tuvo un impacto duradero. Macbain elogia la fuerza, precisión y claridad de su uso del gaélico, y elogia su fino intelecto y amplitud de conocimientos, y simpatía por la historia, las tradiciones y las costumbres de los Highlands.